# Vault-Tec

Logo

La Vault-Tec Corporation, altrimenti nota come Vault-Tec e talvolta chiamata Vault-Tec Industries, è una fittizia megacorporazione di difesa del franchise post-apocalittico di Fallout. In tutti gli Stati Uniti, Vault-Tec ha creato depositi finanziati dal governo, grandi rifugi antiatomici che sarebbero serviti a proteggere i civili e consentire la continuazione della vita umana nella minaccia di un attacco nucleare. All'interno della maggior parte di questi depositi vault governati dai Supervisori, la Vault-Tec ha condotto esperimenti umani sui suoi residenti senza il loro consenso o conoscenza, variando dall'essere per lo più innocui a inquietanti e disumani.

## Concetto e creazione
Vault-Tec è una megacorporazione di difesa prebellica responsabile della creazione dei depositi presenti nella serie Fallout.Il loro scopo di condurre esperimenti umani sui residenti è iniziato da un'idea del co-creatore di Fallout Tim Cain dopo l'uscita nel 1997 del primo gioco di Fallout. Nonostante il suo slogan "rivoluzionare la sicurezza per un futuro incerto", la Vault-Tec viene costantemente dipinta come una società corrotta, senza scrupoli con temi di capitalismo senza restrizioni.

## Apparizioni
La prima delle creazioni della Vault-Tec è apparsa nel primo gioco Fallout, dove il giocatore proviene dal Vault 13, uno dei tanti creati dalla Vault-Tec. Sebbene il concetto della Vault-Tec di condurre esperimenti umani non fosse ancora stato sviluppato, il Vault 13 conservava ancora resti del concetto ancora esistente poiché i Supervisori avevano il compito di mantenere i suoi residenti nel Vault, qualunque cosa accada, il più a lungo possibile.
La tradizione della Vault-Tec venne formulata con l'uscita di Fallout 2, in cui Cain descrisse uno dei depositi come un "sepolcro di controllo", spiegando che dava alla compagnia "uno scopo oltre il semplice 'salviamo quindi parte della popolazione americana'". rilasciateli nuovamente in una zona morta radioattiva.
In Fallout 4, il giocatore viene guidato attraverso una sequenza tutorial in cui entra nel Vault 111 e, come parte dell'esperimento della Vault-Tec all'interno di questo caveau, viene congelato criogenicamente per due secoli. Il gioco include anche il pacchetto di espansione Vault-Tec Workshop, in cui il giocatore ha la possibilità di costruire e personalizzare il Vault 88 inizialmente vuoto.
In Fallout Shelter, il giocatore costruisce e gestisce il proprio caveau.
In Fallout 76, ambientato in West Virginia, il giocatore è un abitante del Vault 76, uno dei 17 Vault "di controllo". Secondo un registro di Fallout 3, uno dei lavoratori del Vault 76, l'assistente amministratore delegato della Vault-Tec, è stato rapito dagli alieni. Vault-Tec gestisce un'istituzione nell'area conosciuta come Vault-Tec University, che dispone di un caveau di simulazione per scopi di formazione.

## Promozione
Nel 2008, come parte di una campagna di marketing per Fallout 3, è stata rilasciata un'edizione da collezione del gioco, che includeva un cestino per il pranzo della Vault-Tec.Nel 2019, NZXT ha rilasciato un case per computer a tema Vault-Tec in edizione limitata, con una quantità limitata di 1.000 unità. L'anno successivo, Bethesda ha collaborato con la società di sedie da gaming Noblechairs per rilasciare una sedia in edizione Vault-Tec.
Dopo l'uscita della serie Fallout del 2024, l'Arizona Beverage Company ha rilasciato bevande energetiche a base di tè freddo a tema Fallout e Vault-Tec. Gunnar Optiks ha anche rilasciato occhiali a tema Vault 33.

## Recensione
Vault-Tec è stata inserita in diversi elenchi di alto livello per le corporazioni malvagie all'interno dei videogiochi, tra cui The Guardian, GamesRadar+, PC Gamer, e TheGamer. Sarah Milner di Polygon ha descritto la Vault-Tec come "avente scarso interesse nel salvare la popolazione: la sua leadership aziendale stava giocando a lungo termine, utilizzando la maggior parte dei Vault per condurre esperimenti sociali e ricerche scientifiche, liberi dai vincoli di regolamenti o etica."